# Ковальский, Юрий Валентинович
Юрий Валентинович Ковальский (7 апреля 1954 — 22 июня 2025) — советский футболист, нападающий.

## Биография
Юрий Ковальский родился 7 апреля 1954 года.
Играл в футбол на позиции нападающего. В 1972—1978 годах выступал во второй лиге за владивостокский «Луч». В сезоне-76 показал высшую результативность в карьере, забив в 34 матчах зонального турнира 16 мячей. Всего за семь лет забил 46 голов.
В 1978 году перебрался в ташкентский «Пахтакор». В его составе провёл 6 матчей в чемпионате СССР и 1 матч в Кубке СССР. Также играл за дубль «Пахтакора», забил 5 мячей.
В 1979—1980 годах снова выступал за «Луч», в двух сезонах забил 16 мячей во второй лиге.
Сезон-81 провёл в новороссийском «Цементе», сыграл 20 матчей во второй лиге, забил 8 голов.
В 1982 и 1984—1986 годах опять играл в «Луче», провёл 69 матчей, забил 21 мяч.
В 1987 году выступал в первенстве РСФСР среди КФК за владивостокский «Восход».
Сезон-88 провёл в «Луче», забил 4 мяча в 26 матчах второй лиги.
В 2004 году до июня работал в «Луче» начальником команды.
Жил во Владивостоке. Умер 22 июня 2025 года в возрасте 71 года.